# روب أندرو
روب أندرو (بالإنجليزية: Rob Andrew)‏ هو لاعب اتحاد الرغبي بريطاني، ولد في 18 فبراير 1963 في Richmond, North Yorkshire ‏ في المملكة المتحدة.

## وصلات خارجية
- روب أندرو على موقع إي آس بي آن كريك إنفو (الإنجليزية)
- روب أندرو على موقع دوري الرغبي الممتاز (الإنجليزية)
- روب أندرو عل موقع إسبنسكروم (الإنجليزية)